# بافت روستای سیمین ابرو
بافت روستای سیمین ابرو مربوط به دوره قاجار است و در شهرستان همدان، بخش مرکزی، روستای سیمین ابرو واقع شده و این اثر در تاریخ ۲۳ شهریور ۱۳۸۲ با شمارهٔ ثبت ۱۰۱۷۲ به‌عنوان یکی از آثار ملی ایران به ثبت رسیده است.